# Parafia Niepokalanego Serca Najświętszej Maryi Panny w Kielcach
Parafia Niepokalanego Serca Najświętszej Maryi Panny w Kielcach – parafia rzymskokatolicka w Kielcach. Należy do dekanatu Kielce-Zachód diecezji kieleckiej.

## Historia
Parafia jest obsługiwana przez księży diecezjalnych. Mieści się przy ulicy Urzędniczej. Kielecka parafia Niepokalanego Serca NMP w Kielcach została erygowana 19 sierpnia 1957 roku. Jej obszar wydzielono z parafii katedralnej. Początki wspólnoty parafialnej sięgają jednak czasów przedwojennych.  29 października 1939 r. została utworzona przez bpa Czesława Kaczmarka „vicaria perpetua” przy kościele garnizonowym w Kielcach. Gdy kościół garnizonowy przejęło wojsko, w 1947 r. zbudowano kościół pw. Niepokalanego Serca NMP według projektu Stanisława Skibniewskiego wykorzystując do budowy drewno z rozebranych baraków w których Niemcy mieli magazyny i przetrzymywali jeńców. Kościół został poświęcony 7 grudnia 1947 roku.
Starania o zakup placu pod nowy kościół trwały wiele lat, a rozpoczęły się, gdy proboszczem w parafii był ks. Antoni Michalski. W planowanym pierwotnie miejscu powstały bloki, dlatego budowę rozpoczęto w 2002 roku na placu pomiędzy ulicami Urzędniczą i Słoneczną.  Autorami projektu są Witold i Tomasz Kowalscy.
Odpust ku czci Niepokalanego Serca NMP – sobota po Oktawie Bożego Ciała.

## Proboszczowie
- ks. Antoni Michalski (1944–1983)
- ks. Edward Skotnicki (1987-2007)
- ks. Tadeusz Musiał (2007-2021)[3]
- ks. Stanisław Król (2021–2023)[4][3]
- ks. Sebastian Wieczorek (2023) administrator[5]
- ks. Marian Fatyga (od 2023)[5]